# Nikolaj Linevitsj

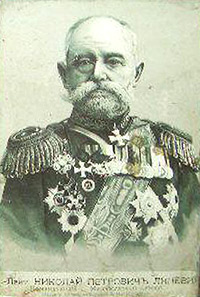
Nikolaj Linevitsj

Nikolaj Petrovitsj Linevitsj (Russisch: Николай Петрович Линевич) (Tsjernihiv, 5 januari 1839 – Sint-Petersburg, 23 april 1908) was een Russisch generaal die vocht in de Russisch-Japanse Oorlog.

## Beginjaren
Linevitsj ging in 1855 bij het leger met het 75e infanterieregiment te Sebastopol. Hij vocht tegen de bergbewoners van de westelijke Kaukasus. Hij vocht in de Russisch-Turkse Oorlog van 1877-1878. In 1895 werd hij bevelhebber van de Zuid-Oessoeri Divisie.
Tijdens de Bokseropstand was Linevitsj commandant van het 1e Siberisch legerkorps. Hij vocht in 1901 in de Slag bij Beijing. In 1903 werd hij bevelhebber van de Amoerkozakken als gouverneur-generaal van Dauria.

## Russisch-Japanse Oorlog
Bij uitbraak van de Russisch-Japanse Oorlog was hij tijdelijk bevelhebber van het Russisch Leger in Mantsjoerije, totdat generaal Aleksej Koeropatkin op 15 maart 1904 aankwam. Na de verloren Slag bij Mukden werd Koeropatkin ontslagen en kreeg Linevitsj het bevel terug van oktober 1904 tot 3 maart 1905. Linevitsj talmde met aanvallen en ergerde de tsaar met niet aflatende verzoeken om versterkingen.

## Stakingen en revolutie
Na het Verdrag van Portsmouth leidde Linevitsj de terugtrekking uit Mantsjoerije. Dit verliep moeizaam door stakingen en acties van de spoorwegarbeiders. Linevitsj weigerde om met geweld op te treden tegen de spoorarbeiders. Toen een deel van zijn troepen revolteerde in de Russische Revolutie van 1905 deed hij niets om dit de kop in te drukken. In februari 1906 werd hij daarvoor ontslagen. Hij trok zich terug en na zijn dood verscheen in 1925 zijn oorlogsdagboek De Russisch-Japanse Oorlog. Uit de dagboeken van A.N. Koeropatkin en N.P. Linevitsj.